# Grafický editor
Grafický editor je program, kterým vytváříme nebo můžeme vytvořit grafické znázornění. Grafické editory jsou používány jak k návrhům tiskovým tak i grafik v digitální podobě. Každý editor má své prostředí, které obsahuje různé nástroje. Nástroje se liší podle toho na co je daný editor zaměřen (simulace skutečného malování štětcem, bitmapová grafika, vektorová grafika, prostředí pro tvorbu plakátů ap..). Hlavní rozdělení je známé hlavně na 2D a 3D. U 2D jsou pak dělena na vektory (grafická informace je zde uložena ve formě matematického zápisu tvaru čáry nebo křivky, které jsou základním elementem každého obrázku) a bitmapy (grafika je definována barvou jednotlivých bodů neboli přesně tak, jak je definovaná třeba i fotografie nebo televizní obraz).

## Dělení
Seznam typů grafických editorů dle různých parametrů:
Rozdělení dle pohledů:
- 2D
- 3D (Blender, Cinema 4D, Zbrush,Lumion)

Rozdělení dle typu grafického zpracování na straně softwaru:
- Rastrový editor
- Vektorový editor (Illustrator, Inkscape)

Rozdělení dle jednoduchosti použití:
- pro domácí použití (Malování)
- profesionální využití (Adobe Photoshop, Adobe Illustrator, CorelDRAW)

Rozdělení dle zaměření:
- jednoúčelové (různé drobné prográmky, které dělají jeden efekt, nebo mají za účel jednu a stále stejnou změnu)
- komplexní (Adobe Photoshop, Illustrator, CorelDRAW)
- integrované systémy (systémy, které jsou vloženy k drobným úpravám do složitějších systému např. Google Picaso není grafický editor, ale obsahuje nástroje na úpravu fotek)

Rozdělení dle přístupu:
- offline (Photoshop CS6, CorelDRAW, MS Malování)
- online (Photoshop CC, SumoPaint, Pixlr, Canva)

Grafické editory vytvořenou práci ukládají do svých speciálních souborů, které uchovávají podrobné informace a vrstvy. Většinou se jedná a profesionální programy. Také umožňují ukládání do běžných formátů, jako jsou PNG, JPG, BMP, TIF aj.
Profesionální programy podporují větší množství formátů, nevyjímaje formáty RAW. Tyto formáty využívají především kvalitní fotografové, aby mohli docílit co nejlepších výsledků. Tyto formáty zachycují surový formát (maximum informací zachycených fotoaparátem), proto je velikost formátu veliká.

### Základní editory
Základ editorů je změna velikosti obrázku, jejich ořezávání, malování různými štětci, změna barvy, výběr barvy, označení a výběr plochy, malování tvarů (čtverec, kruh, přímka, obdélník se zahnutými rohy, guma, nástroj na psaní textu, zrcadlení a převracení objektu, přiblížení a oddálení plátna)

### Pokročilé editory
Rozšířené možnosti lepších editorů používají vrstvy a filtry (šum, pixelizace, vykreslení oblaků, rozmazání, aj..).

### Profesionální editory
Profesionální editory se dostávají dál a používají propracované komplexní prostředí, kde jsou navíc předpřipravené moduly například pro jednoduché vytvoření panoramatického snímku z více fotografií. Moduly se dají stáhnout i z internetu a přidávat je do programů. Stejně tak si uživatel může vytvořit i tvary štětců, vytvářet palety barev a makra. Také využívají možnosti využít skriptovací jazyk.

### Přehled vybraných programů
Základní typ – MS Malování
Pokročilé – GIMP, MS Photo Editor
Pokročilé online – Canva.com, SumoPaint.com, Pixlr.com
Profesionální – Adobe Photoshop, Adobe Illustrator, Autodesk AutoCAD, SolidWorks, Cinema 4D, CorelDRAW, MkPaint

### Periferie
Pro kvalitnější a rychlejší práci se používá tablet. Avšak i profesionální práce se dá dělat s klasickou myší. Pokud chceme vytvořit nějaký produkt, je možné z editorů jak tisknout, tak řezat přes plotr a nebo navhnout model pro 3D tiskárnu. Díky těmto technologiím jsme schopni udělat spoustu pokročilých reklamních předmětů.

### Moduly a nástroje
Pro grafické editory můžeme stáhnout jakýkoliv moduly, pokud jej editor podporuje a nebo grafické doplňky či nástroje. Existují stránky, které tyto věci shromažďují a hodnotí. Také však existuje řada webových stránek, které shromažďují potřebné výtvory, které jsou volně k dispozici. Na stránce www.iconfinder.com můžeme najít seznam icon, stránka www.deviantart.com nejen že shromažďuje spoustu inspirace, ale také zde najdeme štětce a všelijaké jiné podklady pro práci. Na webu je také mnoho kvalitních textur a obrázků vektorech, které jsou výhodné možností bezztrátového zvětšování. Na webové stránce www.dafont.com můžeme najít také nepřeberné množství druhů písma, které můžeme jednoduše dosadit do našich návrhů a to i v základním malování.